# Itacaré
Itacaré est une ville brésilienne de l'État de Bahia.

## Situation
Itacaré est situé sur le littoral de Bahia entre Salvador de Bahia (à environ 400 km au nord) et Ilhéus (à 70 km au sud). Sous la baie de tous les saints il faut passer les îles Itaparica et Tinharé puis la péninsule de Maraù. La ville est construite sur l’estuaire du Rio das Contas, qui prend sa source dans la Chapada Diamantina.
Quatre conditions particulières font d’Itacaré un lieu agréable et extraordinairement préservé :
1. Une formation géologique unique dans le Nordeste brésilien, où la bande côtière offre un sol fertile et des falaises rocheuses. La forêt tropicale avance jusqu’à la mer.
2. La culture dominante était le cacao, qui avait besoin de l’ombre de la forêt ; actuellement, la culture de la canne à sucre et celle du café menacent cette forêt appelée Mata atlântica.
3. La ville s’est développée grâce au cacao entre 1890 et 1940. Depuis elle a décliné, la fermeture du port et le mauvais état des routes y menant l’ont isolée, jusqu’à ce qu’en 1998 soit construite la route reliant Ilhéus à Itacaré.
4. En 1993, le gouverneur de l’État de Bahia a créé une Aire de protection de l’environnement (APA), qui régit le développement de la région favorisant l’écotourisme et le respect de la nature contre le tourisme de masse.

## Histoire
Fondée par les colons portugais sous le nom de São Jorge d’Ilhéus en 1532, la ville était un repaire de pirates hollandais et portugais au début de la période coloniale avant de devenir un port important pour le commerce du cacao et de la pêche à la baleine.
La ville trouve ses origines dans une église fondée par les jésuites au XVIIe siècle. La population s’est organisée en municipalité en 1732 sous le nom de São Miguel da Barra do Rio das Contas. Les statuts de la ville ont été écrits officiellement en 1881. La désignation actuelle a été définie en 1931.

## Économie
Après qu’une épidémie massive de la maladie du balai de sorcière eut dévasté la région dans les années 1980, Itacaré s’est tournée vers le tourisme – sa principale source de revenus.
Destination populaire pour la pratique du surf et de la randonnée, la région propose une enfilade de plages, certaines en forme de criques et d’autres plus étendues, et quelques cascades ; la zone demeure protégée, grâce à la présence de la forêt tropicale de la côte atlantique (Mata Atlântica), la plus étendue du Brésil.
La ville s'est transformée en haut-lieu touristique dans le respect des traditions bahianaises ; l'accès aux plages reste libre. Cependant, à quelques kilomètres s'est construit un complexe hôtelier privé haut de gamme (Warapuru).
Malgré le développement intensif de la ville au cours des dix dernières années, la zone reste très empreinte de la culture bahianaise. On vient à Itacaré pour apprécier la capoeira, la gastronomie locale, le carnaval.

## Tourisme

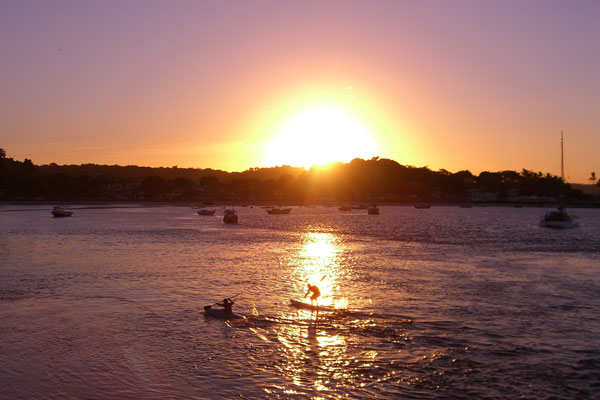
Coucher de soleil sur Itacaré le 9 février 2006 par C. Spencer Beggs.

La ville favorise l'écotourisme – plongée, canoë-kayak, rafting ; elle héberge un spot de surf de qualité internationale et une compétition de surf.

## Circuler
Les petites routes sont parfois impraticable pendant la saison des pluies (mai/août), l'accès depuis Salvador de Bahia par la route oblige à contourner la baie jusqu'à Ilhéus par la BR101 puis remonter à Itacaré par la BA001. Une route reliant Itacaré à la BR101 est en construction.